# 고두심
고두심(高斗心, 1951년 5월 22일 ~ )은 대한민국의 배우이다.

## 생애
1951년 5월 22일 제주도 제주시에서 출생하였고 본관은 제주이다.
제주여자고등학교 시절 학교를 찾은 배우 신성일 덕분에 배우의 꿈을 꾸게 됐으며, 이를 계기로 서울특별시로 상경했다.
이후 무역회사에서 일을 하다가 1972년 21세의 나이로 MBC 5기 공채 탤런트에 합격하면서 데뷔하게 되었으며, 특히 '미원 아줌마'라는 닉네임으로 유명세를 탔다.
수많은 후배 배우들에게 존경받는 선배이자 연예계 전설로 길이 남을 배우로 손꼽힌다. 
KBS 《사랑의 굴레》 (1989), 《꽃보다 아름다워》 (2004), 《부탁해요, 엄마》 (2015)와 MBC 《춤추는 가얏고》 (1990), 《한강수타령》 (2004)과 SBS 《덕이》 (2000)로 총 6번의 연기대상을 수상하였다. 
KBS, MBC, SBS 방송 3사의 연기대상을 모두 수상한 유일한 배우이다. 드라마를 중심으로 활동하며 꾸준히 연극 무대와 영화에 출연하고 있다. 
2016년 데뷔 44년 만에 처음으로 악극 《불효자는 웁니다》에 출연하였다.
김혜자, 나문희, 김해숙 하고 더불어 ‘국민맘’‘미원 아줌마’로 잘 알려진 배우 중 한 사람이자, 여성 배우들의 대표적인 롤모델로 꼽히는 정통 연기파 배우이다.
한편, MBC 《전원일기》'우리집 우리식구'로   12회 한국방송대상 TV연기상 , MBC 《춤추는 가얏고》로   18회 한국방송대상 TV 여자 탤런트상(당초 TV 라디오 모두 남녀 연기상이었으나 17회부터 연기상이 남녀 성우상-남녀 탤런트상으로 분리) , KBS 2TV 《꽃보다 아름다워》로  31회 한국방송대상 통합 탤런트상(26회부터 변경됐으며 40회부터 연기자상으로 바뀜)을 받아 TV 드라마를 통한  한국방송대상 탤런트상(연기상 포함) 최다 수상의 영예를 안고 있다.

## 학력
- 1956년 ~ 1962년 제주남초등학교 (졸업)
- 1962년 ~ 1965년 제주여자중학교 (졸업)
- 1965년 ~ 1968년 제주여자고등학교 (졸업)

## 출연 작품

### 드라마
| 연도          | 방송사 | 제목                                       | 역할                                    | 비고                    |
| ------------- | ------ | ------------------------------------------ | --------------------------------------- | ----------------------- |
| 1972          | MBC    | 수사반장                                   |                                         | 880부작                 |
| 1974          | MBC    | 손님                                       |                                         |                         |
| 1974          | MBC    | 갈대                                       | 정송희                                  | 173부작                 |
| 1975          | MBC    | 안녕                                       |                                         |                         |
| 1975          | MBC    | 밀물                                       | 오선희                                  |                         |
| 1975          | MBC    | 귀로                                       | 현주                                    |                         |
| 1976          | MBC    | 철이의 모험                                |                                         | 어린이 드라마           |
| 1977          | MBC    | 정화                                       | 김만덕                                  |                         |
| 1977          | MBC    | 113 수사본부                               |                                         | 200회 기념 특집         |
| 1978          | MBC    | X 수색대                                   |                                         | 111부작                 |
| 1978          | MBC    | 주인                                       |                                         |                         |
| 1978          | MBC    | 건국 30주년 8.15 특집극 - 뜨거운 손        |                                         | 단막극                  |
| 1978          | MBC    | 연지                                       |                                         |                         |
| 1979          | MBC    | 소망                                       |                                         | 106부작                 |
| 1979          | MBC    | 안국동 아씨                                |                                         | 160부작                 |
| 1979          | MBC    | 산이 되고 강이 되고                        |                                         | 49부작                  |
| 1980~2002     | MBC    | 전원일기                                   | 큰 며느리 영남엄마                      | 1088부작                |
| 1980          | MBC    | 특집극 - 석유                              |                                         | 단막극                  |
| 1980          | MBC    | 홍변호사                                   |                                         |                         |
| 1980          | MBC    | 종점                                       |                                         | 43부작                  |
| 1980          | MBC    | MBC·경향신문 통합 6돌 기념 특집극 - 흥부전 |                                         | 단막극                  |
| 1980          | MBC    | 6.25 특집극 - 아베의 가족                  |                                         | 단막극                  |
| 1980          | MBC    | 8.15 특집극 - 의친왕                       |                                         | 단막극                  |
| 1981          | MBC    | 신년 특집극 - 봄의 교향곡                  |                                         | 단막극                  |
| 1981          | MBC    | 교동 마님                                  |                                         |                         |
| 1981          | MBC    | 한일 합작 드라마 - 여인들의 타국           |                                         | 요미우리 TV 방송와 제휴 |
| 1981          | MBC    | 특집극 - 노병                              |                                         | 단막극                  |
| 1981          | MBC    | 6.25 특집극 - 불타는 다리                  |                                         | 단막극                  |
| 1981          | MBC    | 수사반장 - 아기의 울음소리 편              |                                         |                         |
| 1981          | MBC    | 새아씨                                     |                                         |                         |
| 1981          | MBC    | 특집극 - 이심의 비련기                     |                                         | 단막극                  |
| 1982          | MBC    | 거부실록 - 안희제                          |                                         |                         |
| 1982          | MBC    | 수요 단막극 - 탈출                         |                                         | 단막극                  |
| 1983          | MBC    | 새댁                                       |                                         |                         |
| 1983          | MBC    | 한국인 재발견 시리즈 - 광대가              |                                         | 단막극                  |
| 1983          | MBC    | 어린이날 특집극 - 봉암리 아이들            |                                         | 단막극                  |
| 1983          | MBC    | 한국인 재발견 시리즈 - 고산자 김정호       |                                         | 단막극                  |
| 1984          | MBC    | 조선왕조 오백년 - 설중매                   | 인수대비                                | 105부작                 |
| 1987          | MBC    | MBC 베스트셀러극장 - 처숙                  |                                         | 단막극                  |
| 1987          | MBC    | MBC 베스트셀러극장 - 노란 반달문           |                                         | 단막극                  |
| 1987          | MBC    | MBC 베스트셀러극장 - 수레네                |                                         | 단막극                  |
| 1987          | MBC    | 유혹                                       | 혜선                                    | 8부작                   |
| 1987          | MBC    | MBC 베스트셀러극장 - 소나기                |                                         | 단막극                  |
| 1987          | MBC    | 부초                                       | 8부작                                   | 석이 엄마               |
| 1988년        | MBC    | 조선왕조 오백년 - 인현왕후                 | 숭선군 부인                             | 71부작                  |
| 1988년        | MBC    | MBC 베스트셀러극장 - 세 번째 만남          |                                         | 단막극                  |
| 1989년        | MBC    | 신년특집극 - 추억 만들기                   |                                         | 단막극                  |
| 1989년        | KBS2   | 사랑의 굴레                                | 한정숙 여사                             | 50 부작                 |
| 1989년        | MBC    | MBC 베스트셀러극장 - 임진강                |                                         | 단막극                  |
| 1989년        | MBC    | 특집극 - 타오르는 강                       |                                         | 단막극                  |
| 1990년        | MBC    | 마당 깊은 집                               | 바느질댁                                | 8부작                   |
| 1990년        | MBC    | 조선왕조 오백년 - 대원군                   | 신정왕후                                | 32부작                  |
| 1990년        | MBC    | 특집극 - 두 권의 일기                      |                                         | 단막극                  |
| 1990년        | MBC    | 춤추는 가얏고                              | 이금화                                  | 16부작                  |
| 1991년        | MBC    | 산너머 저쪽                                | 강명주                                  | 54부작                  |
| 1992년        | MBC    | 분노의 왕국                                | 이호 부인                               | 16부작                  |
| 1992년        | KBS2   | 남편의 여자                                | 박금재                                  | 8부작                   |
| 1992년        | MBC    | 아들과 딸                                  | 안미현 모                               | 64부작                  |
| 1993년        | MBC    | 8.15특집극 - 낙동강                        | 가야부인                                | 단막극                  |
| 1993년        | MBC    | MBC 베스트극장 - 거름꽃                    | 김씨 집안 둘째부인                      | 단막극                  |
| 1994년        | SBS    | 박봉숙 변호사                              | 박봉숙 변호사                           |                         |
| 1995년        | SBS    | 코리아게이트                               | 육영수 여사                             | 20부작                  |
| 1995년        | KBS2   | 목욕탕집 남자들                            | 장영자                                  | 83부작                  |
| 1996년        | SBS    | 엄마의 깃발                                | 한정숙                                  | 120부작                 |
| 1996년        | MBC    | MBC 베스트극장 - 도깨비집                  | 무당                                    | 단막극                  |
| 1996년        | SBS    | 추석특집극 - 무슨 말을 하랴                | 영숙                                    | 단막극                  |
| 1996년        | MBC    | 제헌절특집극 - 강가에 앉아서 울다          | 박찬호 아내                             |                         |
| 1996년        | MBC    | 남자 셋 여자 셋                            | 고구려국 태왕궁전 제2상궁(성우 배역) 역 | 525부작                 |
| 1996년        | SBS    | 임꺽정                                     | 황운총 모                               | 44부작                  |
| 1997년        | MBC    | 어린이날특집극 - 딸의 선택                 |                                         |                         |
| 1997년        | MBC    | 내가 사는 이유                             | 진구 엄마                               | 44부작                  |
| 1997년        | MBC    | 방울이                                     | 방울이 고모                             | 121부작                 |
| 1997년        | SBS    | 창사특집극 - 새끼                          |                                         |                         |
| 1998년        | SBS    | 사랑해 사랑해                              | 조봉숙                                  | 44부작                  |
| 1998년        | SBS    | 미우나 고우나                              | 강순녀                                  | 107부작                 |
| 1998년        | MBC    | 사랑과 성공                                | 인애 계모, 명지 친모                    | 49부작                  |
| 1999년        | KBS1   | 사람의 집                                  | 나홍옥                                  |                         |
| 1999년        | MBC    | 눈물이 보일까봐                            | 박인옥                                  | 16부작                  |
| 2000년        | SBS    | 덕이                                       | 귀덕 모                                 | 74부작                  |
| 2000년        | MBC    | 엄마야 누나야                              | 나정옥                                  | 50부작                  |
| 2001년        | MBC    | 결혼의 법칙                                | 조용순                                  | 136부작                 |
| 2001년        | MBC    | 2부작 특집극 - 길모퉁이                    | 경희                                    | 단막극                  |
| 2001년        | MBC    | 창사특집극 - 소풍                          |                                         | 단막극                  |
| 2001년        | MBC    | 여우와 솜사탕                              | 어말숙                                  | 52부작                  |
| 2001년        | SBS    | 신화                                       | 전 사장                                 | 16부작                  |
| 2002년        | SBS    | 야인시대                                   | 김두한의 외조모                         | 124부작                 |
| 2002년        | MBC    | 인어 아가씨                                | 조수아 / 조영춘                         | 247부작                 |
| 2002년        | MBC    | MBC 베스트극장 - 악연                      |                                         | 단막극                  |
| 2003년        | SBS    | 흐르는 강물처럼                            | 박순애                                  | 50부작                  |
| 2003년        | SBS    | 연인                                       | 한정순                                  | 103부작                 |
| 2004년        | MBC    | 부처님오신날특집극 - 연화도                | 탑골댁                                  | 단막극                  |
| 2004년        | KBS2   | 꽃보다 아름다워                            | 이영자                                  | 30부작                  |
| 2004년        | MBC    | 한강수타령                                 | 김영희                                  | 51부작                  |
| 2004년        | KBS1   | TV소설 - 그대는 별                         | 김금분                                  | 196부작                 |
| 2005년        | SBS    | 특집극 - 엄마의 전성시대                   | 정순희                                  |                         |
| 2005년        | MBC    | 맨발의 청춘                                | 천동 모, 오순옥                         | 63부작                  |
| 2006년        | MBC    | 얼마나 좋길래                              | 순심                                    | 125부작                 |
| 2006년        | KBS1   | 서울 1945                                  | 정향금                                  | 71부작                  |
| 2006년        | KBS2   | 눈의 여왕                                  | 박영옥                                  | 16부작                  |
| 2007년        | KBS1   | TV문학관 - 난장이가 쏘아올린 작은 공       | 어머니                                  | 1부작                   |
| 2007년        | MBC    | 깍두기                                     | 백금희                                  | 44부작                  |
| 2007년        | KBS2   | 행복한 여자                                | 박원희                                  | 58부작                  |
| 2008년        | MBC    | 춘자네 경사났네                            | 황춘자                                  | 111부작                 |
| 2008년        | MBC    | 설날특집극 - 쑥부쟁이                      | 박영옥                                  |                         |
| 2009년        | SBS    | 태양을 삼켜라                              | 미연 모                                 | 특별 출연               |
| 2009년        | MBC    | 살맛 납니다                                | 강풍자                                  | 133부작                 |
| 2010년        | KBS1   | 거상 김만덕                                | 할매                                    | 30부작                  |
| 2010년        | KBS2   | 결혼해주세요                               | 오순옥                                  | 56부작                  |
| 2011년        | MBC    | 반짝반짝 빛나는                            | 이권양                                  | 54부작                  |
| 2011년        | MBC    | 8.15 특집극 - 절정                         | 허길                                    | 단막극                  |
| 2011년        | SBS    | 내일이 오면                                | 손정인                                  | 51부작                  |
| 2012년        | 채널A  | 불후의 명작                                | 박계향                                  | 20부작                  |
| 2013년        | KBS2   | 최고다 이순신                              | 김정애                                  | 50부작                  |
| 2013년        | MBC    | 구암 허준                                  | 허준 모                                 | 135부작                 |
| 2013년        | KBS2   | 미래의 선택                                | 이미란                                  | 16부작                  |
| 2013년        | SBS    | 따뜻한 말 한마디                           | 김나라                                  | 20부작                  |
| 2014년        | MBC    | 엄마의 정원                                | 정순정                                  | 126부작                 |
| 2014년        | MBC    | 전설의 마녀                                | 심복녀                                  | 40부작                  |
| 2014년        | MBC    | MBC 드라마 페스티벌 - 오래된 안녕          | 김공주                                  | 단막극                  |
| 2015년        | SBS    | 상류사회                                   | 민혜수                                  | 16부작                  |
| 2015년        | KBS2   | 부탁해요, 엄마                             | 임산옥                                  | 54부작                  |
| 2015년        | KBS2   | 별난 며느리                                | 양춘자                                  | 12부작                  |
| 2016년        | tvN    | 디어 마이 프렌즈                           | 장난희                                  | 16부작                  |
| 2016년        | SBS    | 우리 갑순이                                | 인내심                                  | 61부작                  |
| 2016년        | SBS    | 끝에서 두번째 사랑                         | 강민주 모                               | 20부작                  |
| 2018년        | tvN    | 나의 아저씨                                | 변요순                                  | 16부작                  |
| 2018년        | tvN    | 계룡선녀전                                 | 할머니 선옥남                           | 16부작                  |
| 2019년        | KBS2   | 동백꽃 필 무렵                             | 곽덕순                                  | 40부작                  |
| 2021년        | JTBC   | 한 사람만                                  | 육상자                                  | 16부작                  |
| 2022년        | tvN    | 우리들의 블루스                            | 현춘희                                  | 20부작                  |
| 2022년        | KBS2   | 커튼콜                                     | 자금순                                  | 16부작                  |
| 2023년        | tvN    | 반짝이는 워터멜론                          | 고양희                                  | 16부작                  |
| 2024년        | JTBC   | 히어로는 아닙니다만                        | 복만흠                                  | 12부작                  |
| 2024년~2025년 | 채널A  | 체크인 한양                                | 의주상단 단주                           |                         |

### 영화
| 연도   | 제목                         | 역할          | 비고       |
| ------ | ---------------------------- | ------------- | ---------- |
| 1979년 | 아침에 퇴근하는 여자         | 장미          |            |
| 1980년 | 깃발없는 기수                | 윤임          |            |
| 1980년 | 두 여인                      |               |            |
| 1983년 | 질투                         |               |            |
| 1987년 | 푸른 계절의 열기             |               |            |
| 1990년 | 1990년 자유부인              | 오선영        |            |
| 1991년 | 나의 아내를 슬프게 하는 것들 | 은희          |            |
| 1992년 | 이혼하지 않은 여자           | 지원          |            |
| 2000년 | 청춘                         | 남옥 모       | 특별 출연  |
| 2001년 | 소풍                         | 연혜          |            |
| 2002년 | 굳세어라 금순아              | 금순 모       |            |
| 2004년 | 인어 공주                    | 조연순        |            |
| 2004년 | 도마 안중근                  | 안중근 어머니 | 특별 출연  |
| 2005년 | 엄마                         | 어머니        |            |
| 2006년 | 가족의 탄생                  | 무신          |            |
| 2009년 | 굿모닝 프레지던트            | 대통령 한경자 |            |
| 2010년 | 그랑프리                     | 고유정        |            |
| 2011년 | 써니                         | 과거사진      | 특별 출연  |
| 2017년 | 채비                         | 애순          |            |
| 2019년 | 엑시트                       | 김현옥        |            |
| 2019년 | 시동                         | 상필 할머니   | 특별출연   |
| 2021년 | 빛나는 순간                  | 진옥          |            |
| 2024년 | 그리고 목련이 필때면         | 나레이션      | 다큐멘터리 |

### 연극
| 연도   | 제목                       | 극단          | 비고 |
| ------ | -------------------------- | ------------- | ---- |
| 1976년 | 미란돌리나의 연인들        | 극단 자유극장 |      |
| 1977년 | 투우사의 왈츠              | 극단 배우극장 |      |
| 1979년 | 겨울호텔의 테이블          | 극단 춘추     |      |
| 1989년 | 꽃피는 체리                | 극단 사조     |      |
| 1990년 | 노부인의 방문              |               |      |
| 1993년 | 겨울사자들                 | 극단 로뎀     |      |
| 1995년 | 느영나영 풀멍살게          | 극단 로뎀     |      |
| 1999년 | (모노)나, 여자에요         | 극단 로뎀     |      |
| 2007년 | 친정엄마                   |               |      |
| 2012년 | 여섯 주 여섯 번의 댄스레슨 |               |      |
| 2014년 | 사랑별곡                   |               |      |
| 2016년 | 불효자는 웁니다            |               | 악극 |

### 라디오 드라마
| 연도   | 방송사 | 제목                               | 역할          | 비고 |
| ------ | ------ | ---------------------------------- | ------------- | ---- |
| 1975년 | MBC FM | 하얀 나비                          | 양희정        |      |
| 1978년 | MBC FM | 법정야화 제29화 - 뚝섬연쇄살인사건 |               |      |
| 1983년 | MBC FM | 어떤 관계                          | 여교사 한나영 |      |
| 1989년 | MBC FM | 격동30년                           | 육영수 여사   |      |

## 그 외 활동

### 방송
| 연도           | 방송사    | 제목                                                      | 역할      | 비고       |
| -------------- | --------- | --------------------------------------------------------- | --------- | ---------- |
| 1976년         | MBC       | 국군과의 대화                                             | MC        |            |
| 1986년, 1988년 | MBC       | 오늘의 요리                                               | 게스트    |            |
| 1991년         | MBC       | 설날특집 할머니·할아버지 노래자랑                         | MC        |            |
| 1992년         | MBC       | 현장체험 주부탐사                                         | 게스트    |            |
| 1993년         | MBC       | 퀴즈여행 달려라 지구촌                                    | 게스트    |            |
| 1993년         | MBC       | 생방송 전국출동                                           | 게스트    |            |
| 1993년         | MBC       | 꿈에 본 내 고향                                           | MC        |            |
| 1994년         | MBC       | 어버이날특집 높고 깊은 사랑                               | MC        |            |
| 1994년         | SBS       | 토요특집 좋은아침-기억속의 동요                           | 게스트    |            |
| 1995년         | KBS       | TV는 사랑을 싣고                                          | 게스트    |            |
| 1996년         | HBS       | 히트예감! 광고시대                                        | 게스트    |            |
| 1996년         | KBS       | 감칠맛나는 한국의 사투리                                  | 게스트    |            |
| 1997년         | KBS       | 박상원의 고향 그리고 어머니                               | 게스트    |            |
| 1998년         | KBS       | 체험 삶의 현장                                            | 게스트    |            |
| 1998년         | KBS       | 김병찬 변우영의 행복탐험                                  | 게스트    |            |
| 2000년         | KBS       | 생방송 오늘 - 제주억새축제                                | 게스트    |            |
| 2001년         | KBS       | 영화 그리고 팝콘                                          | 내레이션  |            |
| 2001년         | MBC       | 손범수 전유성의 모닝카페                                  | 게스트    |            |
| 2001년         | KBS       | 일요스페셜-마지막 달동네                                  | 내레이션  |            |
| 2002년         | SBS       | 한선교 정은아의 좋은 아침                                 | 게스트    |            |
| 2002년         | MBC       | 6mm 세상탐험 - 도보순례                                   | 게스트    |            |
| 2003년         | KBS       | 행복채널 - 치매노인 봉사                                  | 게스트    |            |
| 2004년         | MBC       | 일요일 일요일 밤에 - 러브하우스                           | 게스트    |            |
| 2006년         | KBS       | HD 역사스페셜                                             | MC        |            |
| 2008년         | MBC       | 이재용 정선희의 기분좋은 날                               | 게스트    |            |
| 2008년         | MBC       | 어린이에게 새생명을!                                      | 게스트    |            |
| 2010년         | MBC       | MBC 스페셜 - 자연밥상 보약밥상                            | 내레이션  |            |
| 2012년         | 올'리브   | 고두심의 요리의 정석                                      | 내레이션  |            |
| 2012년         | SBS       | 힐링캠프, 기쁘지 아니한가                                 | 게스트    |            |
| 2014년         | KBS       | 밥상의 신                                                 | 내레이션  |            |
| 2016년         | KBS       | 다큐공감 - 00세 시어머니와 81세 며느리의 아름다운 여행 편 | 내레이션  | 169회      |
| 2018년         | SBS       | 집사부일체                                                | 12대 사부 | 25~26회    |
| 2018년         | KBS1      | 추석특집 다큐멘터리 노모                                  | 내레이션  |            |
| 2021년         | JTBC      | 아는형님                                                  | 게스트    |            |
| 2021년         | KBS       | 옥탑방의 문제아들                                         | 게스트    | 136회      |
| 2022년         | 채널A     | 고두심이 좋아서                                           |           | 다큐멘터리 |
| 2023년         | tvN STORY | 회장님네 사람들                                           | 게스트    | 30회       |

### 광고(CF)
| 연도          | 광고명 |
| ------------- | --- |
| 1975년        | - 한일합성 한일 에이시 내의 |
| 1977년        | - 피어리스 피어니 |
| 1978년        | - 진주햄 참맛 쏘세지 |
| 1982년        | - 태창 순모 내의 - 기아산업 기아마스타 봉고 나인 (with 오지명) |
| 1983년        | - 원식품 원님 두부 |
| 1984년        | - 아모레퍼시픽 메디안 치약 |
| 1984년        | - 오복식품 오복간장 - 한국냉장 한냉 쇠고기 통조림 - 오리표 오리표 하이본 씽크대 - 서울식품 바로스프 - HK이노엔 프로헤파룸*골드 (with 신구) |
| 1986년~2001년 | - 대상 - 미원 - 미원 맛나 - 미원김 - 감치미 - 불고기 양념 - 미원 선물세트 - 순참기름 - 청정 멸치 액젓 - 추자도 멸치 액젓 - 청정 햇김 - 한입 동그랑땡 - 꼬치랑 - 로즈버드 - 마니커 - 뉴케어 - 청정원 마요네즈 - 청정원 디럭스 카레, 짜장 - 청정원 진육수 - 청정원 순창 고추장 - 청정원 까나리 액젓 - 청정원 참빛고운 옥수수 식용유 |
| 1996년~1998년 | - 삼성전자 손빨래 세탁기, 수중강타 세탁기 (with 김희선) - 삼성전자 문단속 냉장고 "독립 만세" 따로따로 냉장고 |
| 2003년        | - 적십자회비모금 캠페인 |
| 2003년~2008년 | - 제주감귤 |
| 2004년        | - 국토사랑 나라사랑 캠페인 |
| 2005년~2010년 | - 한독 케토톱 |
| 2009년        | - 시장경영진흥원 전통시장 이용 캠페인 - 신한금융그룹 - 제주도 관광홍보 광고 |
| 2011년~2013년 | - 동국제약 인사돌 |
| 2015년        | - 롯데칠성음료 제주사랑 감귤사랑 - KBS 희망캠페인 |
| 2015년~2024년 | - 한독 케토톱 |
| 2020년        | - 신협중앙회 (with 정보석, 고수, 이장우, 홍수현) |
| 2021년        | - 바다원 |
| 2022년~현재   | - 비티진 더 루트 알지쓰리 (with 최수종) |
| 2025년~현재   | - 한독 케토톱 (with 박세리) |

## 기타 경력
| 연도   | 경력명 |
| ------ | --- |
| 1972년 | - MBC 공채 5기 탤런트 |
| 1993년 | - 대전 엑스포 명예홍보위원 |
| 1995년 | - 서울가정법원 가사조정위원 |
| 1997년 | - 광화문세무서 1일 명예세무민원실장 |
| 1998년 | - 98 제주 세계섬문화축제 홍보사절 |
| 1999년 | - 축산을 사랑하는 시민의 모임 공동대표 |
| 2000년 | - 삼육재활센터 홍보대사 - 아이디어피아 주주 |
| 2002년 | - 아나기 홍보대사 - 제4회 광주비엔날레 명예홍보대사 - 웰컴투코리아시민협의회 홍보위원                                                                         |
| 2003년 | - 민족평화축전 명예홍보대사 |
| 2004년 | - 2004 김치엑스포 희망김치대축제 홍보대사 - 김만덕 기념사업회 공동대표                                                                                        |
| 2005년 | - 해남 명예군민 - 아름다운재단 희망가게 홍보대사 - 제주지방경찰청 환경경찰 홍보대사 - 제주대학교병원 홍보대사                                                 |
| 2006년 | - 제주 방문의 해 명예홍보대사 - 한국복지재단 나눔대사 - 2008 함평세계나비곤충엑스포 자문위원 - 분당서울대병원 명예홍보대사 - 중소기업 성공을 돕는 사람들 회원 |
| 2007년 | - 2008 함평세계나비곤충엑스포 홍보대사 - 국가기록원 홍보대사 - 한국마사회 홍보대사                                                                            |
| 2009년 | - 아름다운 동행 홍보대사 - 김만덕 나눔쌀 만섬쌓기 조직위원회 위원장 - 제3회 제주세계델픽대회 문화대사                                                         |
| 2010년 | - 미소희망봉사단 홍보대사 |
| 2011년 | - 제주 세계7대 자연경관 선정 범국민추진위원회 홍보대사단 단장 - 제주유나이티드 명예서포터즈                                                                   |
| 2012년 | - 2012탐라대전 홍보대사 - 경기도생활체육회 홍보대사 |
| 2015년 | - 제주국제대학교 실용예술학부 영화영극학과 석좌교수 |
| 2020년 | - 김만덕재단 이사 |
| 2023년 | - 제2회 세계제주인대회 홍보대사 |
| 2024년 | - 서울시 문화예술 명예시장 |

## 수상 경력
- 1975년 MBC 연기대상 탤런트부문 여자 신인연기상 《밀물》
- 1977년 제13회 백상예술대상 TV부문 여자 신인연기상 《정화》
- 1980년 MBC 연기대상 TV부문 조연상 《전원일기》
- 1983년 제28회 아시아태평양영화제 여우조연상 《질투》
- 1983년 제22회 대종상 여우조연상 《질투》
- 1984년 MBC 연기대상 탤런트부문 여자 우수연기상 《전원일기》
- 1985년 제12회 한국방송대상 TV 연기상 《전원일기》
- 1985년 제21회 백상예술대상 TV부문 인기상 《조선왕조 오백년 - 설중매》
- 1989년 제25회 백상예술대상 TV부문 인기상 《전원일기》
- 1989년 KBS 연기대상 대상 《사랑의 굴레》
- 1990년 제26회 백상예술대상 TV부문 여자 최우수연기상 《사랑의 굴레》
- 1990년 MBC 연기대상 대상 《춤추는 가얏고》, 《마당 깊은 집》
- 1991년 제4회 한국프로듀서상 시상식 탤런트상 《춤추는 가얏고》
- 1991년 제18회 한국방송대상 TV드라마 연기상 《춤추는 가얏고》
- 1992년 제3회 농촌문화상 문예,대중예술부문 수상
- 1993년 제29회 백상예술대상 TV부문 대상, TV부문 여자 최우수연기상 《남편의 여자》
- 1994년 SBS 스타상 특별상 《박봉숙 변호사》
- 1996년 한국문인협회선정 가장 문학적인상(연예, 전파매체부문)
- 1996년 제6회 아산효행대상 효친부문 수상
- 1997년 제주도 문화상(예술부문)
- 1998년 MBC 자랑스런 탤런트상
- 2000년 SBS 연기대상 대상 《덕이》
- 2000년 SBS 연기대상 빅스타상 《덕이》
- 2001년 MBC 연기대상 특별상 《결혼의 법칙》, 《여우와 솜사탕》
- 2002년 제주를 빛낸 사람 여성부문 선정
- 2003년 SBS 연기대상 특집·단막극부문 여자 연기상 《앙숙》,《도토리묵》, 《연인》
- 2004년 제31회 한국방송대상 탤런트상 《꽃보다 아름다워》
- 2004년 제5회 부산영화평론가협회상 여우조연상 《인어공주》
- 2004년 제12회 이천춘사대상영화제 여우조연상 《인어공주》
- 2004년 제14회 한국 가톨릭 매스컴상 대상 《꽃보다 아름다워》
- 2004년 제3회 대한민국 영화대상 여우조연상 《인어공주》
- 2004년 MBC 연기대상 대상 《한강수타령》
- 2004년 KBS 연기대상 대상 《꽃보다 아름다워》
- 2005년 제28회 황금촬영상 최우수 인기여우상 《엄마》
- 2006년 제47회 테살로니키 국제 영화제 여우주연상 《가족의 탄생》
- 2007년 옥관문화훈장(4등급)
- 2008년 제3회 골든티켓어워즈 연극 여자배우상 《친정엄마》
- 2008년 제5회 불자대상
- 2011년 KBS 휴먼대상 사랑나눔상
- 2014년 SBS 연기대상 중편드라마부문 여자 특별연기상 《따뜻한 말 한마디》
- 2015년 KBS 연기대상 대상 《부탁해요, 엄마》,  《별난 며느리》
- 2018년 제38회 황금촬영상 공로상
- 2020년 제11회 대한민국대중문화예술상 은관문화훈장(2등급)